# الکس ویلسون (بازیکن فوتبال، زاده ۱۹۳۳)
الکس ویلسون (انگلیسی: Alex Wilson؛ ۲۹ اکتبر ۱۹۳۳ – ۲۹ ژوئیهٔ ۲۰۱۰) بازیکن فوتبال اهل اسکاتلند بود.
از باشگاه‌هایی که در آن بازی کرده‌است می‌توان به باشگاه فوتبال پورتسموث و باشگاه فوتبال چلمزفورد سیتی اشاره کرد.
وی همچنین در تیم ملی فوتبال اسکاتلند بازی کرده‌است.